# Rita López de Llergo y Seoane
Rita López de Llergo y Seoane (Ciudad de México, 26 de agosto de 1905 - ¿1979?) fue una científica y geógrafa mexicana. Fue la primera mujer en presidir un instituto de investigación de la Universidad Nacional Autónoma de México (UNAM), el Instituto de Geografía en 1943.

## Trayectoria académica
López de Llergo estudió la licenciatura en la Escuela Nacional de Maestros, graduándose en 1922 y la maestría en Geografía en la Facultad de Filosofía y Letras obteniendo el grado académico en 1928. Fue la única mujer en tomar el curso "Historia de las Matemáticas" en esa escuela impartido por Sotero Prieto, mismo que era concurrido por otros notables científicos como Carlos Graef Fernández, entre otros.
Obtuvo la maestría en ciencias matemáticas en la Facultad de Ciencias de la UNAM y la carrera de vicecónsul en la Facultad de Derecho y la Secretaría de Relaciones Exteriores en 1935. En los años 30 se integró a la plantilla del Instituto de Geografía.
En 1943 fue designada por Alfonso Caso como directora en el Instituto de Geografía de la UNAM, siendo la primera mujer en la historia de esa universidad en ocupar la dirección de un instituto de investigación. En dicha actividad promovió intensamente la cartografía de México, considerando proyectos como la conformación del Comité Coordinador de levantamiento de la Carta de la República Mexicana así como la promoción de avances científicos en la labor investigativa como la aerofotogrametría y la donación de aparatos fotogramétricos y acervos de fotografías aéreas al instituto. Integró el Comité de Cartas Especiales de la Comisión Panamericana de Cartografía, y fue miembro efectivo del Instituto Panamericano de Geografía e Historia.
La científica ocupó un periodo de 21 años al frente del instituto, finalizando su gestión en 1964.